# 雅居投資控股
雅居投資控股有限公司，簡稱雅居投資控股（英語：Modern Living Investments Holdings Ltd，港交所：8426），在2002年，由主席吳福華，於總部香港成立「雅居物業管理有限公司」。其業務在香港經營屋邨管理、潔淨和保安服務。
股份在2017年11月10日於港交所創業板上市。招股定價為0.3至0.38港元，發行新股為2億股，而集資額為3710萬港元，用作满足房委会的额外营运资金要求及就投标房委会屋邨的更多物业管理服务合约总计约18,000个公屋单位存作履约保证金担保的额外现金。

## 連結
- modernliving.com.hk （页面存档备份，存于）